# الميل الحدي للادخار
الميل الحدي للادخار (بالإنجليزية: Marginal propensity to save، واختصارًا MPS)‏ هو جزء من الزيادة في الدخل التي لا يتم إنفاقها وتستخدم بدلاً من ذلك للادخار. وهو منحدر خط التآمر للادخار مقابل الدخل. على سبيل المثال، إذا كانت الأسرة تكسب دولارًا إضافيًا، وكان الميل الحدي للادخار 0.35 ، فإن هذا الدولار سينفق 65 سنتًا ويوفر 35 سنتًا. وبالمثل، فإن الانخفاض الجزئي في الادخار هو الذي ينتج عن انخفاض الدخل. 
يلعب الميل الحدي للادخار دورًا مركزيًا في الاقتصاد الكينزي حيث أنه يحدد علاقة الادخار بالدخل، والتي هي الجانب الآخر لعلاقة الاستهلاك بالدخل، ووفقًا لكينز فإنه يعكس القانون النفسي الأساسي. الميل الحدي للادخار هو أيضا متغير رئيسي في تحديد قيمة المضاعف.